# شهرستان لس آنجلس (کالیفرنیا)
شهرستان لُس آنجـِلِس شهرستانی در ایالت کالیفرنیا و همچنین پرجمعیت‌ترین شهرستان آمریکا می‌باشد. بخشداری این شهرستان شهر لس آنجلس است که دومین شهر پرجمعیت آمریکاست. این شهرستان دارای سومین اقتصاد ابرشهری بزرگ در جهان با تولید ناخالص داخلی بالغ بر ۷۰۰ میلیارد دلار آمریکا است.
این شهرستان ۸۸ شهر را در خود جای داده‌است و با مساحت ۴٬۰۸۳ مایل مربع (۱۰٬۵۷۰ کیلومتر مربع), از ایالت‌های دلاور و رود آیلند روی هم بزرگتر است. این شهرستان خانه بیش از یک چهارم ساکنین کالیفرنیا است و از نظر قومی یکی از متنوع‌ترین شهرستان‌ها در آمریکا است.

## مساحت
این شهرستان با مساحتی بالغ بر ۴٬۰۸۳ مایل مربع (۱۰٬۵۷۰ کیلومتر مربع) از ایالت‌های دلاور و رود آیلند آمریکا بزرگتر است.

## تاریخچه
شهرستان لس آنجلس یکی از شهرستان‌های اولیه ایالت کالیفرنیا می‌باشد که در سال ۱۸۵۰ و همزمان با ایجاد ایالات در آمریکا تشکیل شده‌است.
بخشی از قلمروی این شهرستان به شهرستان سن برناردینو در سال ۱۸۵۳، شهرستان کرن در سال ۱۸۶۶ و شهرستان اورنج در سال ۱۸۸۹ داده شده‌است.

## جمعیت
مطابق با اداره سرشماری آمریکا در سال ۲۰۰۶ جمعیت آن معادل ۹٬۹۴۸٬۰۸۱ نفر می‌باشد. در ژانویه سال ۲۰۰۸ اداره جمعیت دولت ایالت کالیفرنیا جمعیت این شهرستان را ۱۰٬۳۶۳٬۸۵۰ نفر اعلام کرده‌است.
از سال ۲۰۰۴، جمعیت شهرستان از جمعیت ۴۲ ایالت آمریکا به‌طور جداگانه بیشتر می‌باشد و بیش از یک چهارم شهروندان ایالت کالیفرنیا در این شهرستان زندگی می‌کنند.

## سیاست
جین هارمن نماینده این منطقه در کنگره آمریکا است.

## اقتصاد
مطابق با سازمان کنفرانس شهردارهای ایالات متحده، اگر شهرستان لس آنجلس یک کشور جداگانه می‌بود، تولید ناخالص داخلی آن بین ۲۰ کشور بزرگ دنیا قرار داشت.